# Liste der Deutschen Meister im Berglauf
Die Liste der Deutschen Meister im Berglauf enthält alle Leichtathleten, die den Deutschen Meistertitel im Berglauf erlangten. Die erste offizielle vom Deutschen Leichtathletik-Verband (DLV) veranstaltete Meisterschaft im Berglauf fand für Frauen und Männer 1985 in Oberstaufen statt.
In der Auflistung der Deutschen Berglauf-Meister wird auf eine Angabe der erzielten Zeit verzichtet. Dies macht bei der Unterschiedlichkeit der einzelnen Strecken keinen Sinn.
Auch im Berglauf wurden und werden zusätzlich Mannschaftsmeister ermittelt. Bei den Männern kam diese Wertung erstmals 1989 ins Meisterschaftsprogramm, bei den Frauen 1991. Wie bei den Teamwertungen anderer Disziplinen ergibt sich die Rangfolge dabei über die besten drei Einzelläufer eines Teams. In der Regel werden die Zeiten dieser Läufer addiert, Ausnahmen gab es in den Jahren 1997, 1998 und 2006, bei den Frauen außerdem noch 1999, als die Platzierung Grundlage für das Ergebnis war. 2014 und 2015 wurden keine zusätzlichen Mannschaftsmeister ermittelt.
Rekorde werden im Berglauf aufgrund der verschiedenen Streckenlängen und unterschiedlichen Streckenbeschaffenheiten nicht geführt.

## Deutsche Berglauf-Meister seit 1985 (DLV)
| Datum         | Veranstaltung            | Ort                         | Länge / Höhenmeter | Deutscher Berglaufmeister                    | Deutsche Berglaufmeisterin                 |
| ------------- | ------------------------ | --------------------------- | ------------------ | -------------------------------------------- | ------------------------------------------ |
| 29. Juni 2025 | Nebelhornberglauf        | Oberstdorf                  | 9,7 km / 1420 m    | Lukas Ehrle (LG Brandenkopf)                 | Nina Engelhard (PSV Grün-Weiß Kassel)      |
| 20. Apr. 2024 | Deutsche Meisterschaften | Zell am Harmersbach         | 16 km / 890 m      | Lukas Ehrle (LG Brandenkopf)                 | Hanna Gröber (LAV Stadtwerke Tübingen)     |
| 29. Apr. 2023 | Hundseck-Berglauf        | Bühlertal                   | 9,9 km / 654 m     | Lukas Ehrle (LG Brandenkopf)                 | Laura Hottenrott (PSV Grün-Weiß Kassel)    |
| 2. Okt. 2022  | Jenner-Berglauf          | Schönau am Königssee        | 8,4 km / 1190 m    | Julius Ott (TSG 1862 Weinheim)               | Laura Hottenrott (PSV Grün-Weiß Kassel)    |
| 18. Sep. 2021 | Hörnlelauf               | Bad Kohlgrub                | 7,01 km / 639 m    | Maximilian Zeus (LG Telis Finanz Regensburg) | Laura Hottenrott (PSV Grün-Weiß Kassel)    |
| 4. Okt. 2020  | Brandenkopf-Berglauf     | Zell am Harmersbach         | 9,5 km / 770 m     | wegen der COVID-19-Pandemie abgesagt         | wegen der COVID-19-Pandemie abgesagt       |
| 22. Sep. 2019 | Berglauf-DM              | Breitungen                  | 13,2 km / 785 m    | Simon Boch (LG Telis Finanz Regensburg)      | Kerstin Bertsch (SSC Hanau-Rodenbach)      |
| 1. Sep. 2018  | Brockenlauf              | Ilsenburg                   | 11,7 km / 890 m    | Maximilian Zeus (LG Telis Finanz Regensburg) | Lisa Oed (SSC Hanau-Rodenbach)             |
| 10. Juni 2017 | Arberlandberglauf        | Bayerisch Eisenstein        | 13,8 km / 887 m    | Maximilian Zeus (DJK Weiden)                 | Sarah Kistner (MTV Kronberg)               |
| 7. Aug. 2016  | Tegelberglauf            | Schwangau                   | 8 km / 920 m       | Toni Lauterbacher (LC Tölzer Land)           | Michelle Maier (PTSV Rosenheim)            |
| 16. Mai 2015  | Hundseck-Berglauf        | Bühlertal                   | 9,5 km / 776 m     | Joseph Katib (TSG 08 Roth)                   | Tina Fischl (LG Passau)                    |
| 28. Sep. 2014 | Hochfellnberglauf        | Bergen (Chiemgau)           | 8,9 km / 1074 m    | Stefan Hubert (SV Sömmerda)                  | Julia Viellehner (TSV Altenmarkt)          |
| 29. Sep. 2013 | Hochfellnberglauf        | Bergen (Chiemgau)           | 8,9 km / 1074 m    | Anton Palzer (SK Ramsau)                     | Birgit Unterberger (OSC Berlin)            |
| 7. Okt. 2012  | Brandenkopf-Berglauf     | Zell am Harmersbach         | 9,5 km / 770 m     | Timo Zeiler (LG Brandenkopf)                 | Melanie Weiß (TSV Annweiler)               |
| 3. Juli 2011  | Nebelhorn-Berglauf       | Oberstdorf                  | 8,6 km / 1117 m    | Timo Zeiler (MTG Mannheim)                   | Lisa Reisinger (SSC Hanau-Rodenbach)       |
| 6. Juni 2010  | Hochblauen-Berglauf      | Müllheim im Markgräflerland | 10,5 km / 905 m    | Timo Zeiler (LG Eintracht Frankfurt)         | Lisa Reisinger (SSC Hanau-Rodenbach)       |
| 27. Sep. 2009 | Hochfellnberglauf        | Bergen (Chiemgau)           | 8,9 km / 1074 m    | Timo Zeiler (LG Eintracht Frankfurt)         | Lisa Reisinger (SSC Hanau-Rodenbach)       |
| 27. Juli 2008 | Karwendel-Berglauf       | Mittenwald                  | 11 km / 1425 m     | Timo Zeiler (TSV Trochtelfingen)             | Marie-Luise Heilig-Duventäster (LG Welfen) |
| 10. Juni 2007 | Hochblauen-Berglauf      | Müllheim im Markgräflerland | 10,5 km / 905 m    | Thomas Greger (TV Hatzenbühl)                | Carmen Siewert (Greifswalder SV 04)        |
| 13. Aug. 2006 | Tegelberglauf            | Schwangau                   | 8 km / 900 m       | Helmut Schiessl (TSV Buchenberg)             | Anja Carlsohn (SC Potsdam)                 |
| 8. Okt. 2005  | Brandenkopf-Berglauf     | Zell am Harmersbach         | 13 km / 750 m      | Helmut Schiessl (TSV Buchenberg)             | Stefanie Buss (ASC Rosellen/Neuss)         |
| 29. Aug. 2004 | Hochgrat-Berglauf        | Oberstaufen                 | 6,04 km / 850 m    | Helmut Schiessl (TSV Buchenberg)             | Stefanie Buss (ASC Rosellen/Neuss)         |
| 22. Juni 2003 | Jenner-Berglauf          | Berchtesgaden               | 9,7 km / 1200 m    | Helmut Schiessl (TSV Buchenberg)             | Stefanie Buss (ASC Rosellen/Neuss)         |
| 9. Juni 2002  | Brandenkopf-Berglauf     | Zell am Harmersbach         | 10,16 km / 700 m   | Thomas Greger (TV Hatzenbühl)                | Claudia Lokar, (TuS Sythen)                |
| 23. Juni 2001 | Laufbach-Berglauf        | Lauf bei Achern             | 11,5 km / 950 m    | Thomas Greger (TV Hatzenbühl)                | Stefanie Buss (ASC Rosellen/Neuss)         |
| 18. Juni 2000 | Predigtstuhl             | Piding                      | 12 km / 1185 m     | Thomas Greger (TV Hatzenbühl)                | Birgit Sonntag (OSC Berlin)                |
| 12. Juni 1999 | Schauinsland-Berglauf    | Freiburg im Breisgau        | 13 km / 957 m      | Stefan Wohllebe (TV Waldstraße Wiesbaden)    | Johanna Baumgartner (LAC Quelle)           |
| 21. Juni 1998 | Nebelhorn-Berglauf       | Oberstdorf                  | 11,6 km / 1117 m   | Eckhard Wagner (Spvgg Mössingen)             | Romy Lindner (LAC Erdgas Chemnitz)         |
| 17. Mai 1997  | Hundseck-Berglauf        | Bühlertal                   | 9,5 km / 805 m     | Thomas Greger (ABC Ludwigshafen)             | Johanna Baumgartner (LAC Quelle)           |
| 29. Sep. 1996 | Hochfellnberglauf        | Bergen (Chiemgau)           | 8,9 km / 1074 m    | Guido Dold (LT Furtwangen)                   | Johanna Baumgartner (LAC Quelle)           |
| 11. Juni 1995 | Hohenneuffen-Berglauf    | Beuren (bei Nürtingen)      | 9,3 km / 438 m     | Thomas Greger (ABC Ludwigshafen)             | Gudrun De Pay (TSV Trochtelfingen)         |
| 6. Aug. 1994  | Tote Mann-Berglauf       | Oberried                    | 8 km / 750 m       | Michael Scheytt (VfL Sindelfingen)           | Romy Lindner (SV Blau-Weiß Auerbach)       |
| 3. Okt. 1993  | Jenner-Berglauf          | Berchtesgaden               | 8,4 km / 1190 m    | Guido Dold (LC Breisgau)                     | Birgit Lennartz (LG Sieg)                  |
| 20. Juni 1992 | Schauinsland Berglauf    | Freiburg im Breisgau        | 10,56 km / 920 m   | Guido Dold (LC Breisgau)                     | Bernadette Hudy (LLC Regensburg)           |
| 22. Sep. 1991 | Nebelhorn-Berglauf       | Oberstdorf                  | 8,2 km / 870 m     | Dieter Ranftl (LC Buchendorf)                | Barbara Guerike (Freiburger FC)            |
| 17. Juni 1990 | Schwarzer-Grat-Berglauf  | Isny                        | 10,867 km / 470 m  | Wolfgang Münzel (LG Frankfurt)               | Birgit Lennartz (ASV Sankt Augustin)       |
| 27. Aug. 1989 | Hochblauen-Berglauf      | Müllheim im Markgräflerland | 10,5 km / 905 m    | Charly Doll (Freiburger FC)                  | Bernadette Hudy (LG Olympiapark München)   |
| 1. Okt. 1988  | Hundseck-Berglauf        | Bühlertal                   | 9,9 km / 730 m     | Charly Doll (Freiburger FC)                  | Birgit Lennartz (ASV Sankt Augustin)       |
| 11. Okt. 1987 | Schwarzer-Grat-Berglauf  | Isny                        | 10,867 km / 470 m  | Michael Scheytt (SKV Eglosheim)              | Christiane Fladt (TV Isny)                 |
| 28. Sep. 1986 | Hochfellnberglauf        | Bergen (Chiemgau)           | 8,7 km / 1074 m    | Michael Scheytt (SKV Eglosheim)              | Olivia Grüner (LT Radolfzell)              |
| 8. Sep. 1985  | Hochgrat-Berglauf        | Oberstaufen                 | 6,04 km / 850 m    | Peter Zipfel (SV Kirchzarten)                | Christiane Fladt (TV Isny)                 |

## Mannschaften: Deutsche Berglauf-Meister seit 1985 (DLV)
| Datum         | Veranstaltung            | Ort                    | Verein, Männerwertung                                                         | Verein, Frauenwertung                                                                |
| ------------- | ------------------------ | ---------------------- | ----------------------------------------------------------------------------- | ------------------------------------------------------------------------------------ |
| 29. Juni 2025 | Nebelhornberglauf        | Oberstdorf             | LG Telis Finanz Regensburg (Gabriel Wimmer, Maximilian Zeus, Tobias Ritter)   | SSC Hanau-Rodenbach (Franziska Althaus, Kerstin Bertsch, Sarah Winterstein)          |
| 20. Apr. 2024 | Deutsche Meisterschaften | Zell am Harmersbach    | LAC Freiburg (Frederik Schäfer, Yannik Fuchs, Simon Pfleiderer)               | LAV Stadtwerke Tübingen (Hanna Gröber, Sabrina Mockenhaupt-Gregor, Anaïs Sabrié)     |
| 29. Apr. 2023 | Hundseck-Berglauf        | Bühlertal              | SSC Hanau-Rodenbach (Philipp Stuckhardt, Marius Abele, Julius Hild)           | Spiridon Frankfurt (Sarah Kistner, Nora Holesch, Mona Winter)                        |
| 2. Okt. 2022  | Jenner-Berglauf          | Schönau am Königssee   | SSC Hanau-Rodenbach (Philipp Stuckhardt, Marius Abele, Tristan Kaufhold)      | PTSV Rosenheim (Kerstin Esterlechner, Kristina Schollerer, Irmi Hobmaier)            |
| 18. Sep. 2021 | Hörnlelauf               | Bad Kohlgrub           | LG Telis Finanz Regensburg (Maximilian Zeus, Konstantin Wedel, Martin Pühler) | PTSV Rosenheim (Amelie Gugglberger, Kristina Schollerer, Irmi Hobmaier)              |
| 4. Okt. 2020  | Brandenkopf- Berglauf    | Zell am Harmersbach    | wegen der COVID-19-Pandemie abgesagt                                          | wegen der COVID-19-Pandemie abgesagt                                                 |
| 22. Sep. 2019 | Berglauf-DM              | Breitungen             | SG Wenden (Tobias Lautwein, Fabian Jenne, Nils Schäfer)                       | ASC Darmstadt (Jule Behrens, Emma Waßmer, Simone Raatz)                              |
| 1. Sep. 2018  | Brockenlauf              | Ilsenburg              | SSC Hanau-Rodenbach (Aaron Bienenfeld, Lukas Abele, Julius Hild)              | LG Brandenkopf (Anja Carlsohn, Franziska Schmieder, Ann-Cathrin Uhl)                 |
| 10. Juni 2017 | Arberland- berglauf      | Bayerisch Eisenstein   | SSC Hanau-Rodenbach (Aaron Bienenfeld, Thomas Seibert, Jörn Harland)          | LAC Quelle Fürth (Gesa Bohn, Lisa Wirth, Hannah Kadner)                              |
| 7. Aug. 2016  | Tegelberglauf            | Schwangau              | TuS Heltersberg (Jonas Lehmann, Matthias Hecktor, Tim Könnel)                 | PTSV Rosenheim (Michelle Maier, Simone Mortier, Lena Barth)                          |
| 16. Mai 2015  | Hundseck- Berglauf       | Bühlertal              | LG Brandenkopf (Timo Zeiler, Ulrich Benz, Joachim Benz)                       | GutsMuths-Rennsteiglauf (Carolin Gläser, Nicole Kruhme, Lydia Walther)               |
| 28. Sep. 2014 | Hochfelln- berglauf      | Bergen (Chiemgau)      | TuS Heltersberg (Jonas Lehmann, Matthias Hecktor, Tom Heuer)                  | TuS Heltersberg (Jessica Kammerer, Carinna Weidler, Natascha Hartl)                  |
| 29. Sep. 2013 | Hochfelln- berglauf      | Bergen (Chiemgau)      | TuS Heltersberg (Jonas Lehmann, Matthias Hecktor, Tom Heuer)                  | Post-Telekom-SV Rosenheim (Michelle Maier, Sabine Schneider, Katrin Cruschwirt)      |
| 7. Okt. 2012  | Brandenkopf- Berglauf    | Zell am Harmersbach    | LLC Marathon Regensburg (Korbinian Schönberger, Ralf Preißl, Marco Sturm)     | LG Welfen (Monica Carl, Marie-Luise Heilig-Duventäster, Brigitte Hoffmann)           |
| 3. Juli 2011  | Nebelhorn- Berglauf      | Oberstdorf             | LLC Marathon Regensburg (Korbinian Schönberger, Ralf Preißl, Marco Sturm)     | SSC Hanau-Rodenbach (Lisa Reisinger, Kerstin Straub, Anette Portele)                 |
| 6. Juni 2010  | Hochblauen- Berglauf     | Müllheim               | TSV Ostheim (Manuel Stöckert, René Stöckert, Sascha Wingenfeld)               | SSC Hanau-Rodenbach (Lisa Reisinger, Kerstin Straub, Anine Hell)                     |
| 27. Sep. 2009 | Hochfelln- berglauf      | Bergen (Chiemgau)      | TuS Heltersberg (Matthias Hecktor, Carsten Bresser, Udo Bölts)                | SSC Hanau-Rodenbach (Lisa Reisinger, Kerstin Straub, Anette Portele)                 |
| 27. Juli 2008 | Karwendel- Berglauf      | Mittenwald             | SVO Germaringen (Martin Echtler, Thomas Bauer, Helmut Strobl)                 | SSC Hanau-Rodenbach (Lisa Reisinger, Kerstin Straub, Anine Hell)                     |
| 10. Juni 2007 | Hochblauen- Berglauf     | Müllheim               | TV Hatzenbühl (Thomas Greger, Christoph Fuhrbach, Hans-Jörg Dörr)             | ASC Rosellen/Neuss (Stefanie Buss, Tanja Wimmer, Angella Müller)                     |
| 13. Aug. 2006 | Tegelberglauf            | Schwangau              | SC DHfK Leipzig (Sven Weyer, Benjamin Lindner, Lars Melchien)                 | SSC Hanau Rodenbach (Lisa Reisinger, Alexandra Bott, Kerstin Straub)                 |
| 8. Okt. 2005  | Brandenkopf- Berglauf    | Zell am Harmersbach    | USC Freiburg (Markus Jenne, Dominik Ulrich, Max Frei)                         | LG Domspitzmilch Regensburg (Ellen Clemens, Andrea Stengel, Monika Hirt)             |
| 29. Aug. 2004 | Hochgrat- Berglauf       | Oberstaufen            | TV Hatzenbühl (Thomas Greger, Christoph Fuhrbach, Christian Englert)          | LG Domspitzmilch Regensburg (Melanie Hohenester, Andrea Scharrer, Andrea Stengel)    |
| 22. Juni 2003 | Jenner- Berglauf         | Berchtesgaden          | Spvgg Mössingen (Frank Türk, Eckhard Wagner, Werner Steinhilber)              | LG Domspitzmilch Regensburg (Dr. Ellen Schöner, Andrea Scharrer, Eva Karg)           |
| 9. Juni 2002  | Brandenkopf- Berglauf    | Zell am Harmersbach    | TV Hatzenbühl (Thomas Greger, Christoph Fuhrbach, Christian Englert)          | LG Domspitzmilch Regensburg (Dr. Ellen Schöner, Eva Karg, Gabi Reindl)               |
| 23. Juni 2001 | Laufbach- Berglauf       | Lauf bei Achern        | TV Hatzenbühl (Thomas Greger, Christian Englert, Christoph Fuhrbach)          | ASC Rosellen/Neuss (Stefanie Buss, Susanne Wildner, Melanie Klein-Arndt)             |
| 18. Juni 2000 | Predigtstuhl- Berglauf   | Piding                 | SVO Germaringen (Martin Sambale, Helmut Strobl, Philipp Kehl)                 | ASC Rosellen/Neuss (Stefanie Buss, Susanne Wildner, Ute Jenke)                       |
| 12. Juni 1999 | Schauinsland -Berglauf   | Freiburg im Breisgau   | SVO Germaringen (Helmut Strobl, Walter Ernst, Martin Sambale)                 | LG Domspitzmilch Regensburg (Dr. Ellen Schöner, Renate Forstner, Melanie Hohenester) |
| 21. Juni 1998 | Nebelhorn- Berglauf      | Oberstdorf             | SVO Germaringen (Philipp Kehl, Martin Sambale, Walter Ernst)                  | LG Domspitzmilch Regensburg (Sophie Berkmiller, Andrea Scharrer, Barbara Krauthahn)  |
| 17. Mai 1997  | Hundseck- Berglauf       | Bühlertal              | SVO Germaringen (Philipp Kehl, Martin Sambale, Markus Seiler)                 | LC Breisgau (Sonja Ambrosy, Barbara Imgraben, Karin Steiger)                         |
| 29. Sep. 1996 | Hochfelln- berglauf      | Bergen (Chiemgau)      | SVO Germaringen (Martin Sambale, Philipp Kehl, Paul Deuritz)                  | LAC Quelle Fürth/München (Johanna Baumgartner, Ursula Schedel, Silke Hennersdorf)    |
| 11. Juni 1995 | Hohenneuffen- Berglauf   | Beuren (bei Nürtingen) | SSC Hanau-Rodenbach (Ulrich Steidl, Carsten Arndt, Jochen Bind)               | LC Breisgau (Sonja Ambrosy, Bettina Seith, Heike Stegemann)                          |
| 6. Aug. 1994  | Tote Mann-Berglauf       | Oberried               | LC Breisgau (Dirk Debertin, Charly Doll, Peter Fröhlich)                      | LC Breisgau (Sonja Ambrosy, Barbara Guerike, Bettina Seith)                          |
| 3. Okt. 1993  | Jenner- Berglauf         | Berchtesgaden          | LC Breisgau (Guido Dold, Dirk Debertin, Peter Fröhlich)                       | LC Breisgau (Sonja Ambrosy, Barbara Guerike, Monika Imgraben)                        |
| 20. Juni 1992 | Schauinsland -Berglauf   | Freiburg im Breisgau   | LC Breisgau (Guido Dold, Dirk Debertin, Steffen Grosse)                       | LC Breisgau (Sonja Ambrosy, Monika Imgraben, Benz)                                   |
| 22. Sep. 1991 | Nebelhorn- Berglauf      | Oberstdorf             | LG Frankfurt (Wolfgang Münzel, Jörg Leipner, Jan-Henning Schoch)              | TV 1846 Isny (Sabine Forner, Sylvia Prior, Bolsinger)                                |
| 17. Juni 1990 | Schwarzer-Grat- Berglauf | Isny                   | Post-SV Jahn Freiburg (Guido Dold, Dirk Debertin, Herbert Steffny)            | noch keine Mannschaftswertung ausgetragen                                            |
| 27. Aug. 1989 | Hochblauen- Berglauf     | Müllheim               | Post-SV Jahn Freiburg (Guido Dold, Herbert Steffny, Karl Proba)               | noch keine Mannschaftswertung ausgetragen                                            |

siehe auch:
- Deutsche Berglauf-Meisterschaften